# ابوالفضل بازرگان

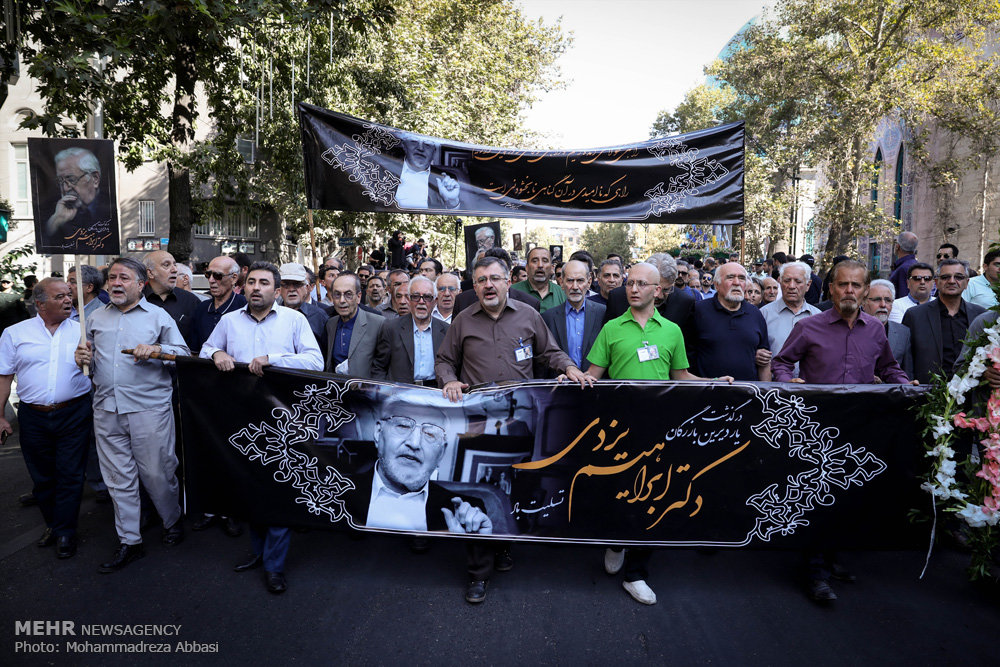
تشییع جنازه ابراهیم یزدی،حسینیه ارشاد

ابوالفضل بازرگان، فعال سیاسی ایرانی و برادرزاده مهدی بازرگان است.
او در حال حاضر مسئول هماهنگی هیئت اجرایی نهضت آزادی ایران است. ابوالفضل بازرگان از جمله کسانی بود که در سال ۱۳۶۹، اقدام به تهیه و انتشار نامه‌ای خطاب به اکبر هاشمی رفسنجانی نمودند و به نامه ۹۰ امضایی مشهور شد. برخی از کسانی که این نامه را امضا کرده بودند در مدت کوتاهی مجبور به پس گرفتن امضای خود شدند و سپس ۲۳ نفر از امضا کنندگان نامه (از جمله ابوالفضل بازرگان) دستگیر شد.